# 拒服兵役

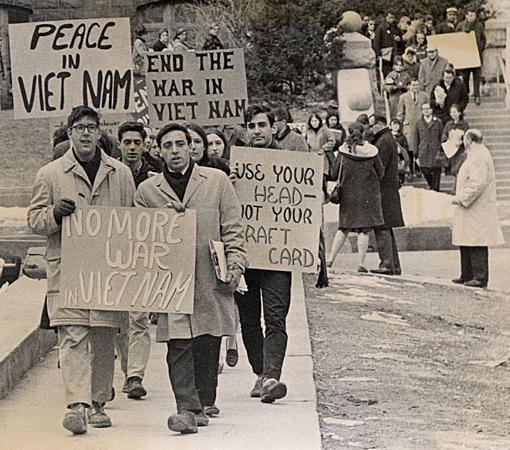
威斯康星大学麦迪逊分校的美国反越南战争抗议者，右边标语牌上写着“用你的大脑——不要用你的征兵卡”。

拒服兵役是指任何逃避政府规定的在本国軍隊中服役这一义务的企图，在许多国家拒服兵役涉嫌违反征兵相关的法律，会受到处罚。

## 理由
- 反戰主義者，或基於宗教信仰。認為手持武器的行為，本身就是一種罪孽，而不論是否真的殺害敵軍；
- 不適應軍事化的集體生活，例如觉得在軍中無個人隱私可言；
- 人生另有規劃，不想浪費自己的時間在軍隊中；
- 不願意参加操練，對於辛苦的訓練乃至磨練感到厭惡。

## 常见手段
- 体检造假：许多国家会对新兵实施体检来进行筛选，以确保兵源的身体素质以及避免在軍中鬧出人命，因此有人会通过刻意減重、增肥、裝病、購買醫生信等方式使自己被认定为不宜接受軍事訓練的役男，从而改服役期較短的替代役或免除兵役。
- 移民到非義務役制度的國家：由于大多数国家都不接受外国人参军，也不能跨国执法，因此滞留他国不归或更换国籍至志愿役国家或可逃避兵役；
- 成为失蹤人口：在入伍前故意失踪，使征兵单位无法找到该人，以逃避兵役；

## 处罚
对于拒服兵役者，可能受到如下处罚：
- 部分国家对于拒服兵役者实施刑事处罚，最高刑罰是終身監禁，不過通常是有期徒刑，當服刑完畢後，仍需補滿兵役時間，除非已到除役年齡；
- 民事方面则可能包括罚款、禁止当事人担任公务员和国有企业员工等，同时也可能有就学等生活方面的限制措施；
- 有的国家会对服兵役者及其家庭发放补助和奖励，若当事人最终拒服兵役，这些补助和奖励将被收回。

## 相關
- 良心拒服兵役者
- 逃兵
- 反战者（英语：War resister）